# خودکشی درد ندارد
«خودکشی درد ندارد» (به انگلیسی: Suicide Is Painless) ترانه‌ای با آهنگسازی جانی مندل و شعر مایک آلتمن است که به عنوان ترانهٔ متن فیلم و مجموعه تلویزیونی مَش استفاده شد. مایک، پسر رابرت آلتمن، هنگام سرودن این ترانه تنها ۱۴ سال داشت. رابرت آلتمن دربارهٔ ترانه می‌گوید: «برای فیلم مش فقط هفتادهزار دلار گیر من آمد درحالی‌که پسرم برای همکاری در ساخت ترانهٔ همین فیلم، بیش از یک‌میلیون دلار به جیب زد.»
«خودکشی درد ندارد» تا کنون بارها بازخوانی شده و نسخه‌های بی‌کلام متعددی نیز از آن منتشر شده است. از میان بازخوانی‌های مشهور می‌توان به نسخهٔ گروه منیک استریت پریچرز اشاره کرد. این ترانه سال ۱۹۸۰ در صدر جدول تک‌آهنگ‌های بریتانیا قرار گرفت و همچنین در فهرست «۱۰۰ سال... ۱۰۰ ترانه مؤسسه فیلم آمریکا» جایگاه ۶۶اُم را از آنِ خود کرده است.